# The Program – Um jeden Preis
The Program – Um jeden Preis (Arbeitstitel Icon) ist ein 2015 erschienenes britisch-französisches, biographisches Drama über Lance Armstrong unter der Regie von Stephen Frears mit Ben Foster als Armstrong und Chris O’Dowd als David Walsh in den Hauptrollen. Der Film basiert auf Walshs Buch „Seven Deadly Sins“.

## Handlung
Ab 1993 nimmt Lance Armstrong am professionellen Fahrradsport teil, landet jedoch vor allem bei Bergetappen nur im Mittelfeld. Er sucht Dr. Michele Ferrari auf, um sich mit Erythropoetin (EPO) zu dopen. Dieser lehnt eine Behandlung ab, weil Armstrong zu viel Gewicht besitzt. Armstrong beginnt daraufhin selbstständig EPO zu spritzen. Unabhängig von dem Doping erkrankt er an Krebs und durchläuft Operationen am Gehirn und eine Chemotherapie. Dem behandelnden Arzt muss er von der Einnahme von unter anderem EPO, Testosteron und Cortison berichten.
Nachdem der Krebs erfolgreich behandelt worden ist, will Lance Armstrong wieder Radrennen fahren und an der Tour de France teilnehmen. Dieses Mal stimmt Dr. Ferrari der Dopingbehandlung zu und sorgt sowohl bei Armstrong als auch seinem Team für einen künstlichen Anstieg der Erythrozyten.
Zunächst gilt Armstrong bei der Tour de France 1999 nur als Außenseiter, wird dann aber überraschend Sieger mehrerer Etappen und der Tour. Der Journalist David Walsh, der Armstrong persönlich kennt, wird misstrauisch und recherchiert in dessen Umfeld. Er findet jedoch weder Zeugen noch Beweise für Doping. Armstrong baut sich parallel hierzu ein sauberes Image auf und nutzt die Amaury Sport Organisation (ASO) und die von ihm gegründete Livestrong Foundation, um wachsende Probleme mit dem Doping und Doping-Tests zu kaschieren. Sein Team nimmt währenddessen Floyd Landis auf, der in Folge ebenfalls Dopingmittel nimmt. Allerdings beginnt er, dies und Armstrongs Verhalten zu kritisieren.
Schließlich findet David Walsh Zeugen, die aussagen, dass Armstrong Dopingmittel einnimmt. Die Geschichte wird 2004 veröffentlicht, jedoch ohne ausreichende Beweise. Da Armstrong nie positiv auf Doping getestet worden ist und unter Eid aussagt, nie Dopingmittel genommen zu haben, muss am Ende die Zeitung, für die Walsh arbeitet, Schadensersatz leisten. Armstrong zieht sich 2005 aus dem Radsport zurück. Floyd Landis gewinnt 2006 die Tour de France, wird jedoch nach einem positiven Dopingtest nachträglich disqualifiziert.
Im Jahr 2009 kehrt Armstrong zum Radsport zurück und nimmt wieder Dopingmittel. Landis fragt ihn, ob er seinem Team beitreten kann, was Armstrong wegen Landis’ positiven Dopingtests ablehnt. Armstrong erreicht bei der Tour de France 2009 zu seiner Enttäuschung nur den dritten Platz.
Floyd Landis beschließt, bezüglich seiner Dopingvergangenheit auszusagen. In Folge der Aussage kann die ASO Armstrong nicht mehr schützen. Lance Armstrong werden nachträglich zahlreiche Siege im Radsport aberkannt. Ebenso lösen Sponsoren die Verträge mit ihm auf. Schließlich tritt Armstrong bei Oprah’s Next Chapter auf und gesteht den jahrelangen Missbrauch von leistungsfördernden Substanzen.

## Veröffentlichung
Der Film feierte am 14. September 2015 beim Toronto International Film Festival Premiere. Der Kinostart in Frankreich war am 16. September und in Großbritannien am 14. Oktober.
Der Film spielte weltweit 1.732.202 Dollar ein, die Vereinigten Staaten ausgenommen.

## Kritik
The Program – Um jeden Preis erhielt überwiegend positive Kritiken. In der Internet Movie Database wurde er mit durchschnittlich 6,5 von 10 möglichen Sternen ausgezeichnet. Bei Rotten Tomatoes erhielt der Film 62 %.
Der Filmdienst urteilt, der „handwerklich perfekt gestaltete Spielfilm“ erzählt „spannend und unterhaltsam“ einen „realen Krimi, wobei der faszinierende Hauptdarsteller die Psyche des Protagonisten auslotet und die Inszenierung den betrügerischen Ausverkauf der sportlichen Ideale ins Visier nimmt“.